# Absolutní monarchie

Slepá mapa světa monarchií podle typu:
– absolutní monarchie,
– polokonstituční monarchie,
– konstituční monarchie,
– Commonwealth realm (konstituční monarchie v personální unii),
– subnárodní monarchie (tradiční)

Absolutní monarchie (nebo také Absolutistická monarchie) je forma monarchie, ve které panovník přímo disponuje státní mocí a není omezen ústavou nebo parlamentem. Naproti tomu v konstituční monarchii je autorita panovníka vymezena ústavou či parlamentem. Popularita absolutní monarchie zásadně upadla po velké francouzské revoluci, která podnítila teorie o vládě založené na svrchovanosti lidu.

## Charakteristika
Panovník je „legibus absolutus“ (latinsky „zákonu nadřazen“),[zdroj⁠?!] což znamená, že zákonům, které sám vydává, nepodléhá. Zřejmě nejproslulejším příkladem nároku na absolutní vládu monarchy je „Král Slunce“ Ludvík XIV., jehož chápání sebe sama podle výroku „L'état, c'est moi“ (česky „Stát jsem já“) se dá chápat přímo jako prototyp tohoto uspořádání (viz absolutismus).

## Současnost
V současné době můžeme mezi absolutní monarchie zařadit jen Saúdskou Arábii, Omán, Brunej a Svazijsko. Absolutním monarchiím se ale v mnoha aspektech podobají dědičné diktatury, mezi které patří například Severní Korea. Ty se liší hlavně v titulech užívaných vůdcem, který si ale de-facto počíná jako absolutní monarcha.